# Куница, Семён Андреевич
Семён Андреевич Куница (1914—1941) — старший политрук Рабоче-крестьянской Красной Армии, участник Великой Отечественной войны, Герой Советского Союза (1942).

## Биография
Семён Куница родился 16 марта 1914 года в селе Великий Хутор (ныне — Драбовский район Черкасской области Украины). После окончания семи классов школы работал конюхом, пастухом. Позднее окончил педагогический техникум, работал заведующим пионерским отделом райкома комсомола. В августе 1935 года Куница был призван на службу в Рабоче-крестьянскую Красную Армию. В 1937 году он окончил Качинскую военную авиационную школу пилотов. С первого дня Великой Отечественной войны — на её фронтах.
Активно участвовал в обороне Одессы, будучи военным комиссаром эскадрильи 69-го истребительного авиаполка 21-й смешанной авиадивизии ВВС Приморской армии. Совершил 107 боевых вылетов, принял участие в 12 воздушных боях, сбив 2 вражеских самолёта лично и ещё 2 — в составе группы. 19 августа 1941 года в бою, израсходовав все боеприпасы, Куница совершил таран немецкого самолёта и попытался выпрыгнуть с парашютом, но был убит в воздухе. Тело Куницы было подобрано и захоронено советскими солдатами на месте гибели. После окончания войны Куница был перезахоронен на Аллее Славы Одессы.

## Награды
Указом Президиума Верховного Совета СССР от 10 февраля 1942 года старший политрук Семён Куница посмертно был удостоен высокого звания Героя Советского Союза. Также был награждён двумя орденами Ленина и орденом Красного Знамени.

## Память
В честь Куницы названы школа и улица в Великом Хуторе, улица в Одессе.